# Susan Polgar
Susan Polgar, född 19 april 1969 i Budapest, är en ungersk-född amerikansk schackspelare. Hon var den första kvinnan som fick titeln stormästare i schack genom turneringsspel och är känd för att ha brutit igenom en rad barriärer för kvinnor i internationell schack. Hennes yngre systrar Zsófia och Judit Polgár är också högt rankade schackspelare.
År 1984, vid en ålder av 15 år, blev Polgar den högst rankade kvinnliga spelaren i världen på den officiella rankingen för det Internationella världsschackförbundet (FIDE). Hon var också den första kvinnan i historien att kvalificera sig för världsmästerskapen i schack "för män" år 1986. Men hon fick inte tillåtelse att delta, på grund av att hon är kvinna. Senare ändrade Fide reglerna så att också kvinnliga spelare kan delta. Från 1996 till 1999 innehade Polgar världsmästartiteln i schack för kvinnor, med klassisk tidskontroll. Hon vann också tio olympiska medaljer under sin karriär (5 guld, 4 silver och 1 brons). Polgar har inte spelat i någon officiell tävling sedan 2006.